# Хесус Ороско
Хесус Ороско (ісп. Jesús Orozco; нар. 19 лютого 2002, Сапопан) — мексиканський футболіст, захисник клубу «Гвадалахара» та національної збірної Мексики.

## Клубна кар'єра
Народився 19 лютого 2002 року в Сапопані. Вихованець футбольної школи клубу «Гвадалахара».
У дорослому футболі дебютував 2021 року виступами за команду «Тапатіо», в якій провів один сезон, взявши участь у 24 матчах чемпіонату.
Наступного 2022 року дебютував у складі головної команди рідної «Гвадалахари», де, попри юний вік, швидко став одним з основних гравців.

## Виступи за збірну
2023 року дебютував в офіційних матчах у складі національної збірної Мексики.
У складі збірної був учасником розіграшу Кубка Америки 2024 року у США.

## Титули і досягнення
- Переможець Кубка чемпіонів КОНКАКАФ (1):

«Крус Асуль»: 2025
- Володар Золотого кубка КОНКАКАФ (1): 2025